# Gare d'Aywaille
La gare d'Aywaille est une gare ferroviaire belge de la ligne 42, de Rivage à Gouvy-frontière, située sur le territoire de la commune d'Aywaille, en Région wallonne dans la province de Liège.
Elle est mise en service en 1885 par l'État belge. C'est une gare de la Société nationale des chemins de fer belges (SNCB) desservie par des trains InterCity (IC) et d’heure de pointe (P).
L'Athénée Royal d'Aywaille est relié directement à la gare par un accès depuis le quai 2.

## Situation ferroviaire
Établie à 136 mètres d'altitude, la gare d'Aywaille est située au point kilométrique (PK) 8,20 de la ligne 42, de Rivage à Gouvy-frontière, entre les gares ouvertes de Rivage et de Coo.

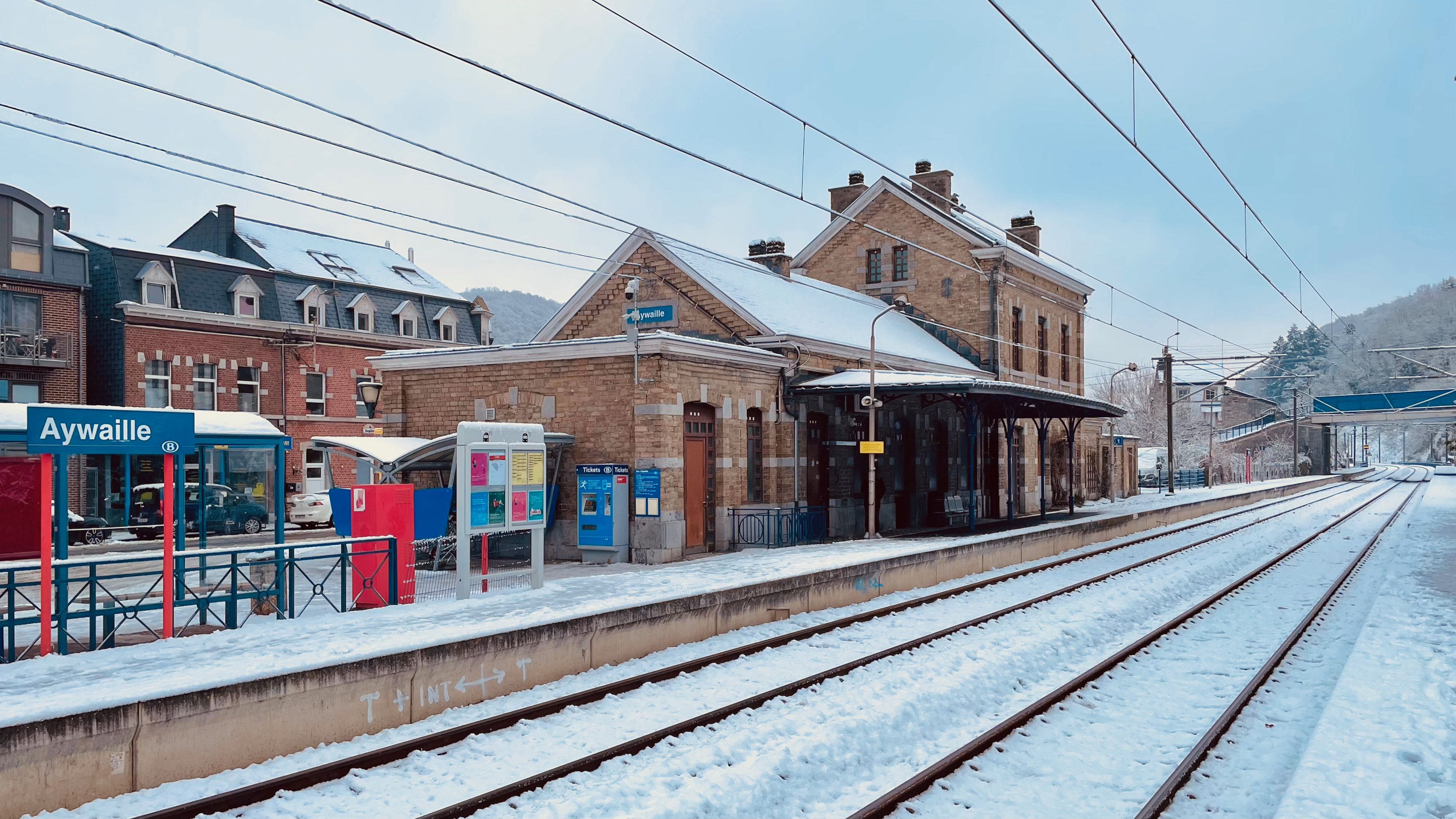
Intérieur de la gare.

## Histoire
La station d'Aywaille est mise en service le 20 janvier 1885 par les Chemins de fer de l'État belge, lorsqu'ils ouvrent à l'exploitation la section de Rivage à Stoumont de la ligne de l’Amblève.

### Bâtiment de la gare
Les dix gares de la nouvelle section entre Rivage et Trois-Ponts étaient du même modèle et appartiennent à une série identique érigée uniquement pour la ligne de l'Amblève.
Il s'agit d'un bâtiment conforme aux directives de 1880 avec :
- une aile basse à toit sous bâtière de 5 ou 7 travées servant de salle d'attente et de salle des pas perdus ;
- un corps central de deux étages sous bâtière servant de bureau, de guichet et de  logement de fonction pour le chef de gare ;
- une aile de service à toit plat abritant la cuisine, la buanderie et la toilette.

Les gares de la ligne de l'Amblève sont construites en pierre locale avec de la pierre bleue pour les soubassements, les consoles des fenêtres du premier étage, les dés qui ornent l'angle et le centre de chaque ouverture et l'ornement des pilastres d'angle.
Les pignons sont ornés d'une frise de pierre et ceux du corps central possède une paire de fenêtres géminées avec des dés de pierre bleue.
La gare d'Aywaille possédait une aile basse de cinq travées disposée à droite du corps central tandis que le magasin à colis était disposé dans un bâtiment séparé (la halle à marchandises).

### Installations
Elle disposait de deux voies à quai pour les voyageurs et le transit des trains et de cinq voies de garage, d'une cour à marchandises, d'une halle à marchandises et de plusieurs raccordements pour un marchand de mazout, un marchand de charbon, diverses firmes locales ainsi qu'un raccordement de plus d'un kilomètre vers la carrière de Grand'Heid qui sera démonté en 1960.
Face à la gare se trouvait un abri de quai mélangeant la brique et le fer qui existe toujours. À l'origine, toutes les gares de la ligne possédaient un abri identique.
Un important trafic de marchandises avait pour destination ou origine la gare d'Aywaille. Outre les raccordements locaux qui évacuaient la production des carrières, il y avait le transport de bois venant des forêts avoisinantes. La halle à marchandises recevait un grand nombre de colis et expédiait les colis de nombreuses firmes d'Aywaille et de ses alentours.
Les installations de la gare comprenaient également deux ponts à peser les wagons dont un sur la voie du raccordement carrier. Lorsque la cour à marchandises de la gare de Martinrive fut supprimée en 1961, les wagons provenant de deux carrières locales étaient amenés à Aywaille pour le pesage et le triage des produits de carrière.

### Histoire récente
La halle à marchandise est détruite en 1998 lors des travaux de rénovation et de réaménagement de l'ensemble de la gare. L'emplacement est utilisé par les bus et comme parking.
En 2013, les quais de la gare ont été surélevés.

## Service des voyageurs

### Accueil
Gare SNCB, elle dispose d'un bâtiment qui n'est plus ouvert aux voyageurs. L'achat de tickets se fait par un distributeur automatique et seules des aubettes et abris de quai historiques, sur les deux quais sont prévus pour l'accueil des voyageurs. La traversée des voies s'effectue soit par un souterrain accessible aux vélos et fauteuils roulants soit par le pont routier, doté d'escaliers.

### Desserte
Aywaille est desservie par des trains InterCity (IC) et d’heure de pointe (P) de la SNCB.
En semaine, la gare est desservie toutes les heures par des trains IC-33 entre Liège-Guillemins et Luxembourg. Deux trains P reliant Gouvy à Liège-Guillemins se rajoutent le matin et un autre effectue ce trajet dans l’autre sens l'après-midi.
Les week-ends et jours fériés, la desserte se résume aux IC-33 Liers - Luxembourg, qui circulent toutes les deux heures.

### Intermodalité
Un parc pour les vélos et un parking pour les véhicules y sont aménagés. Des bus TEC desservent la gare.

## Comptage voyageurs
Ce graphique et tableau montre le nombre de voyageurs embarquant en moyenne durant la semaine, le samedi et le dimanche.
| Nombre de passagers qui embarquent à la gare d'Aywaille | Nombre de passagers qui embarquent à la gare d'Aywaille | Nombre de passagers qui embarquent à la gare d'Aywaille | Nombre de passagers qui embarquent à la gare d'Aywaille |
|                                                         | Semaine                                                 | Samedi                                                  | Dimanche                                                |
| ------------------------------------------------------- | ------------------------------------------------------- | ------------------------------------------------------- | ------------------------------------------------------- |
| 1977                                                    | 146                                                     | 45                                                      | 31                                                      |
| 1978                                                    | 208                                                     | 57                                                      | 61                                                      |
| 1979                                                    | 182                                                     | 55                                                      | 85                                                      |
| 1980                                                    | 187                                                     | 52                                                      | 71                                                      |
| 1981                                                    | 143                                                     | 42                                                      | 28                                                      |
| 1982                                                    | 111                                                     | 65                                                      | 37                                                      |
| 1983                                                    | 143                                                     | 62                                                      | 61                                                      |
| 1984                                                    | 272                                                     | 73                                                      | 103                                                     |
| 1985                                                    | 262                                                     | 90                                                      | 108                                                     |
| 1986                                                    | 241                                                     | 84                                                      | 108                                                     |
| 1987                                                    | 233                                                     | 84                                                      | 102                                                     |
| 1988                                                    | 232                                                     | 218                                                     | 112                                                     |
| 1989                                                    | 227                                                     | 95                                                      | 108                                                     |
| 1990                                                    | 221                                                     | 90                                                      | 90                                                      |
| 1991                                                    | 228                                                     | 111                                                     | 119                                                     |
| 1992                                                    | 231                                                     | 85                                                      | 103                                                     |
| 1993                                                    | 293                                                     | 90                                                      | 116                                                     |
| 1994                                                    | 288                                                     | 76                                                      | 160                                                     |
| 1995                                                    | 244                                                     | 160                                                     | 173                                                     |
| 1996                                                    | 214                                                     | 177                                                     | 58                                                      |
| 1997                                                    | 226                                                     | 112                                                     | 120                                                     |
| 1998                                                    | 174                                                     | 100                                                     | 56                                                      |
| 1999                                                    | 189                                                     | 134                                                     | 74                                                      |
| 2000                                                    | 240                                                     | 122                                                     | 96                                                      |
| 2001                                                    | 150                                                     | 70                                                      | 69                                                      |
| 2002                                                    | 163                                                     | 63                                                      | 80                                                      |
| 2003                                                    | 164                                                     | 81                                                      | 83                                                      |
| 2004                                                    | 191                                                     | 92                                                      | 80                                                      |
| 2005                                                    | 215                                                     | 94                                                      | 108                                                     |
| 2006                                                    | 219                                                     | 121                                                     | 130                                                     |
| 2007                                                    | 218                                                     | 114                                                     | 104                                                     |
| 2008                                                    | -                                                       | -                                                       | -                                                       |
| 2009                                                    | 236                                                     | 78                                                      | 113                                                     |
| 2010                                                    | -                                                       | -                                                       | -                                                       |
| 2011                                                    | -                                                       | -                                                       | -                                                       |
| 2012                                                    | 262                                                     | 100                                                     | 132                                                     |
| 2013                                                    | 275                                                     | 110                                                     | 140                                                     |
| 2014                                                    | 237                                                     | 94                                                      | 163                                                     |
| 2015                                                    | 174                                                     | 88                                                      | 107                                                     |
| 2016                                                    | 198                                                     | 67                                                      | 89                                                      |
| 2017                                                    | 178                                                     | 85                                                      | 111                                                     |
| 2018                                                    | 223                                                     | 72                                                      | 73                                                      |
| 2019                                                    | 180                                                     | 87                                                      | 95                                                      |
| 2020                                                    | 153                                                     | 71                                                      | 95                                                      |
| 2021                                                    | -                                                       | -                                                       | -                                                       |
| 2022                                                    | 400                                                     | 133                                                     | 182                                                     |
| 2023                                                    | 370                                                     | 85                                                      | 147                                                     |
| 2024                                                    | 367                                                     | 155                                                     | 194                                                     |

## Galerie de photographies

La gare en 2013
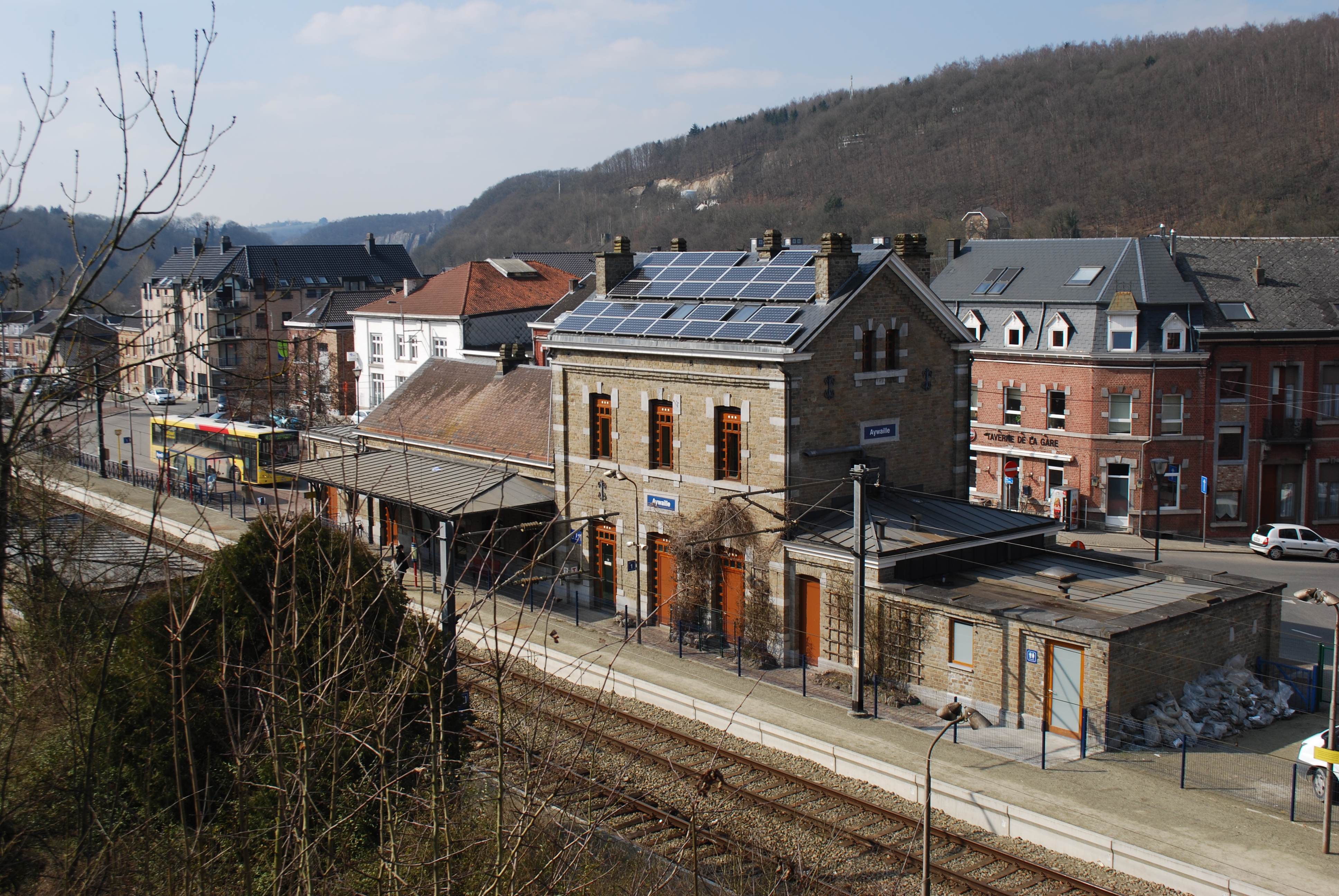
Vue du bâtiment.
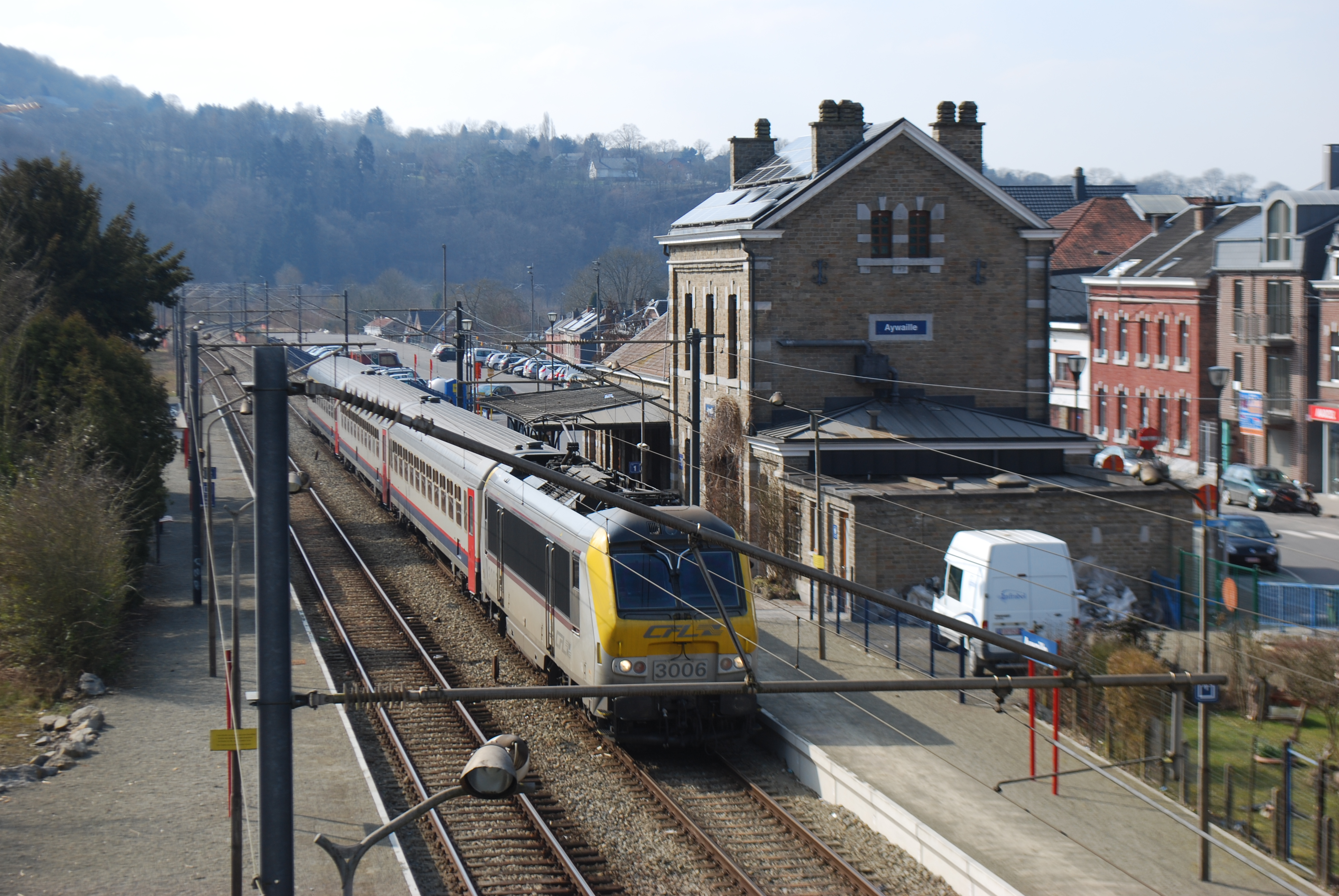
Train IC Liers - Luxembourg.
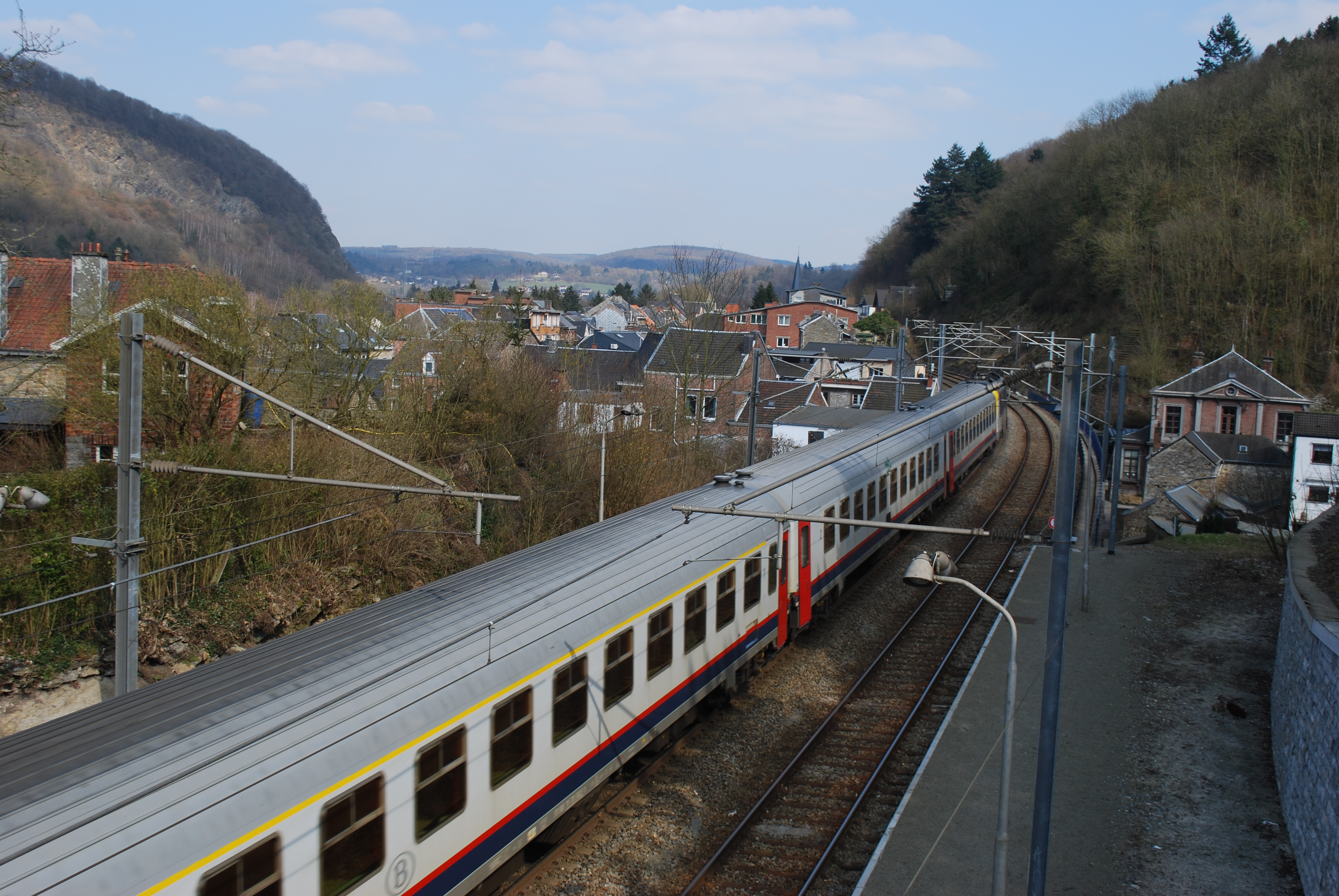
En direction de Coo.
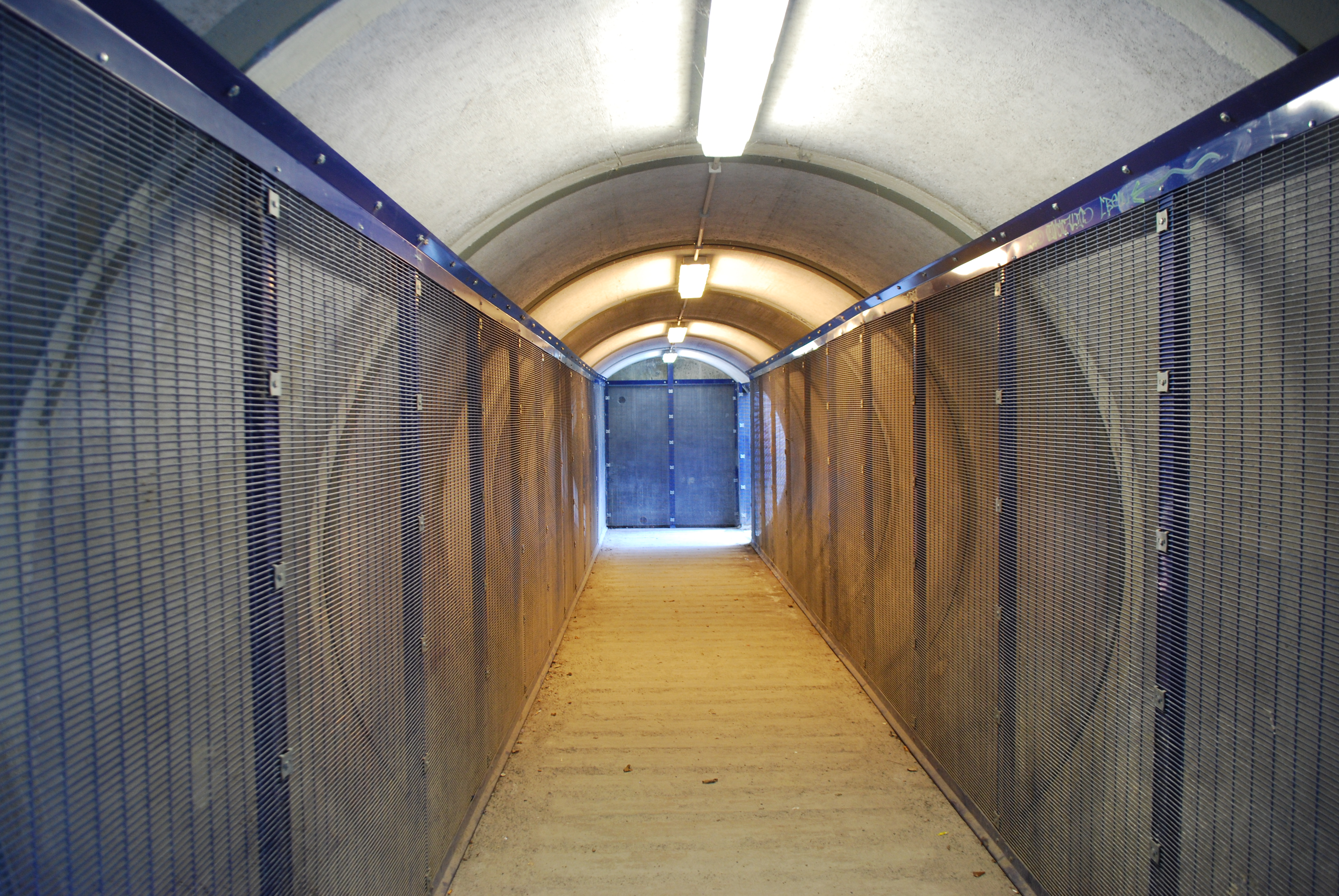
Tunnel sous voies.
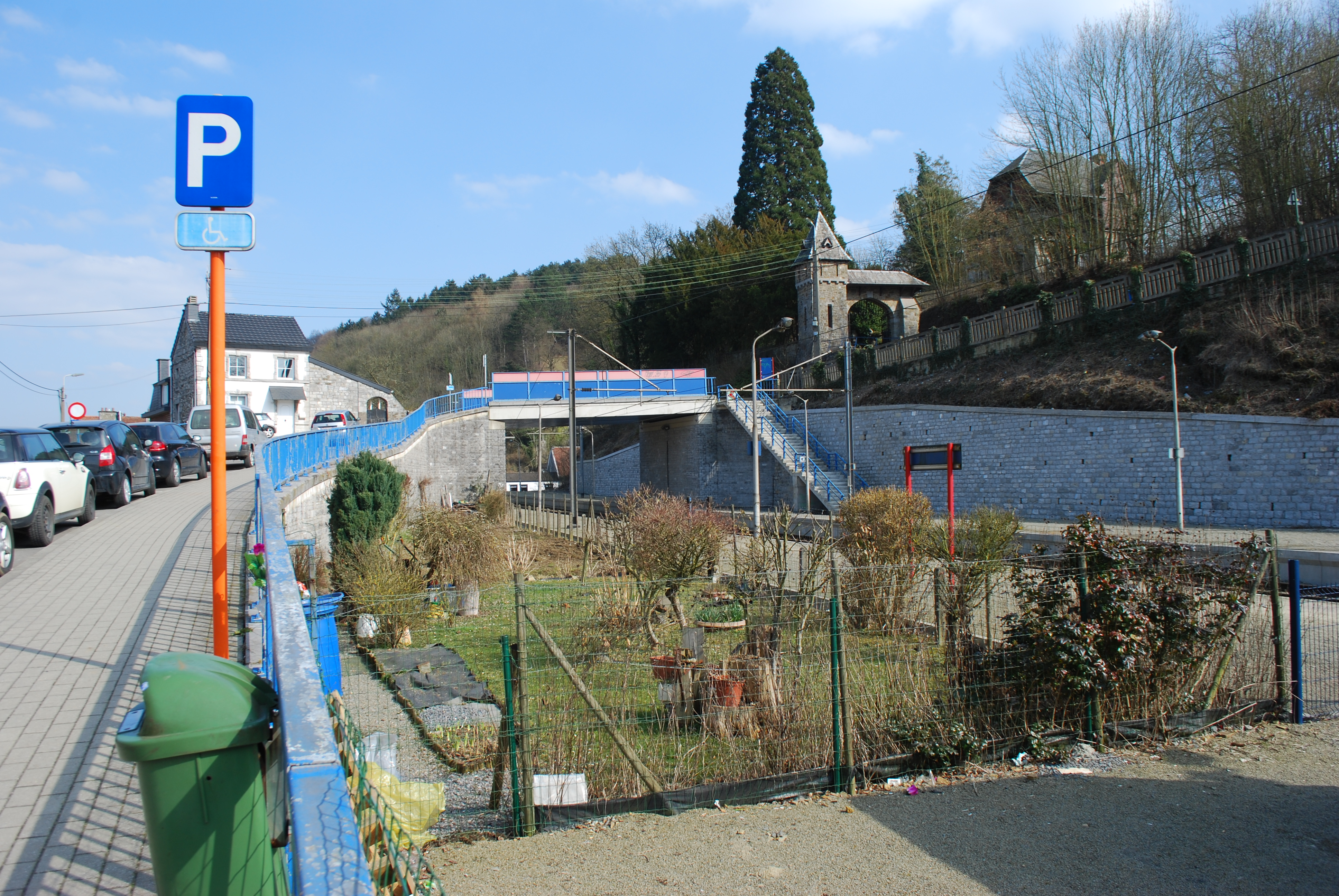
Jardin et pont routier.
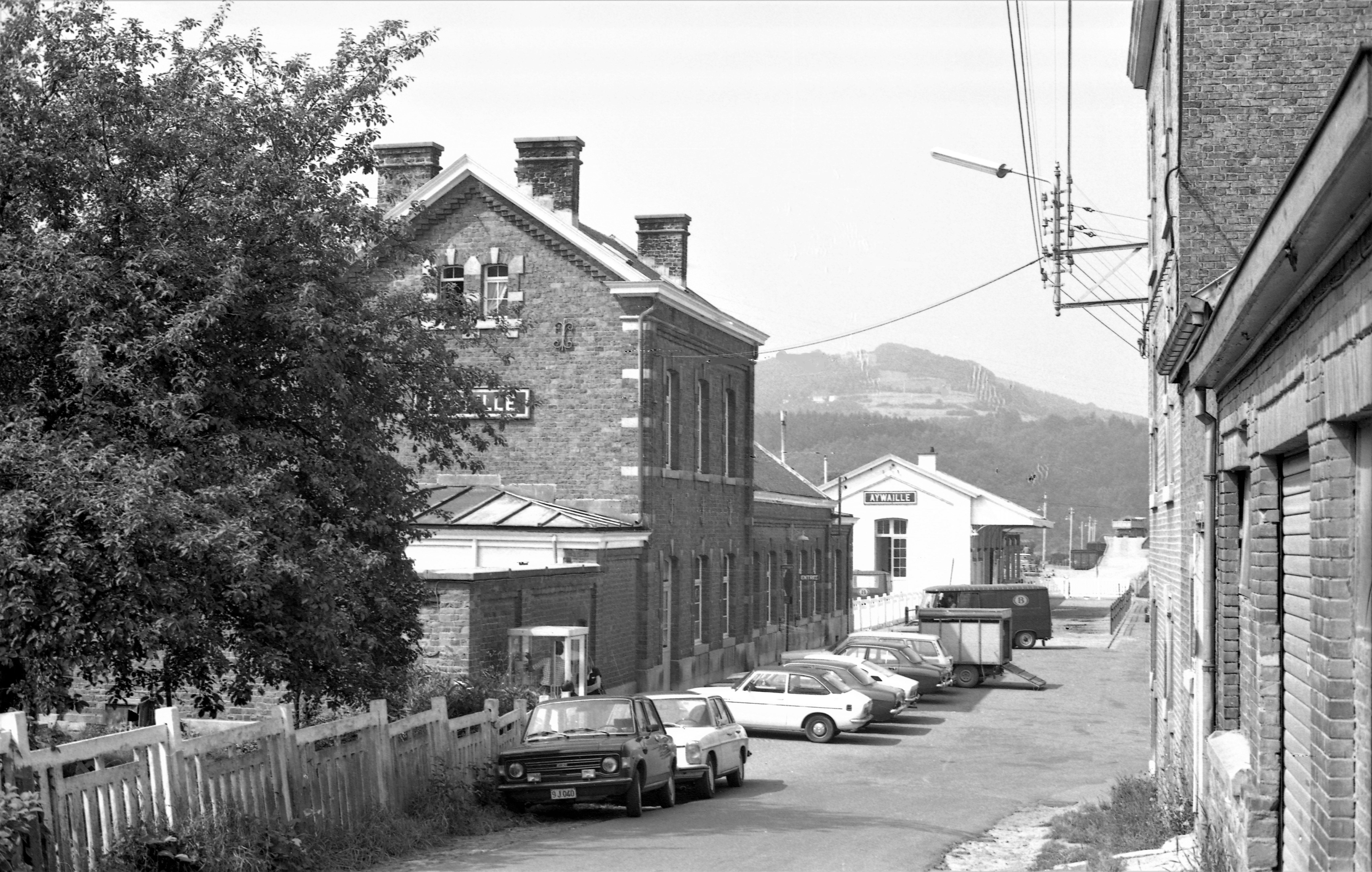
La gare d'Aywaille côté rue le 03.08.1977.
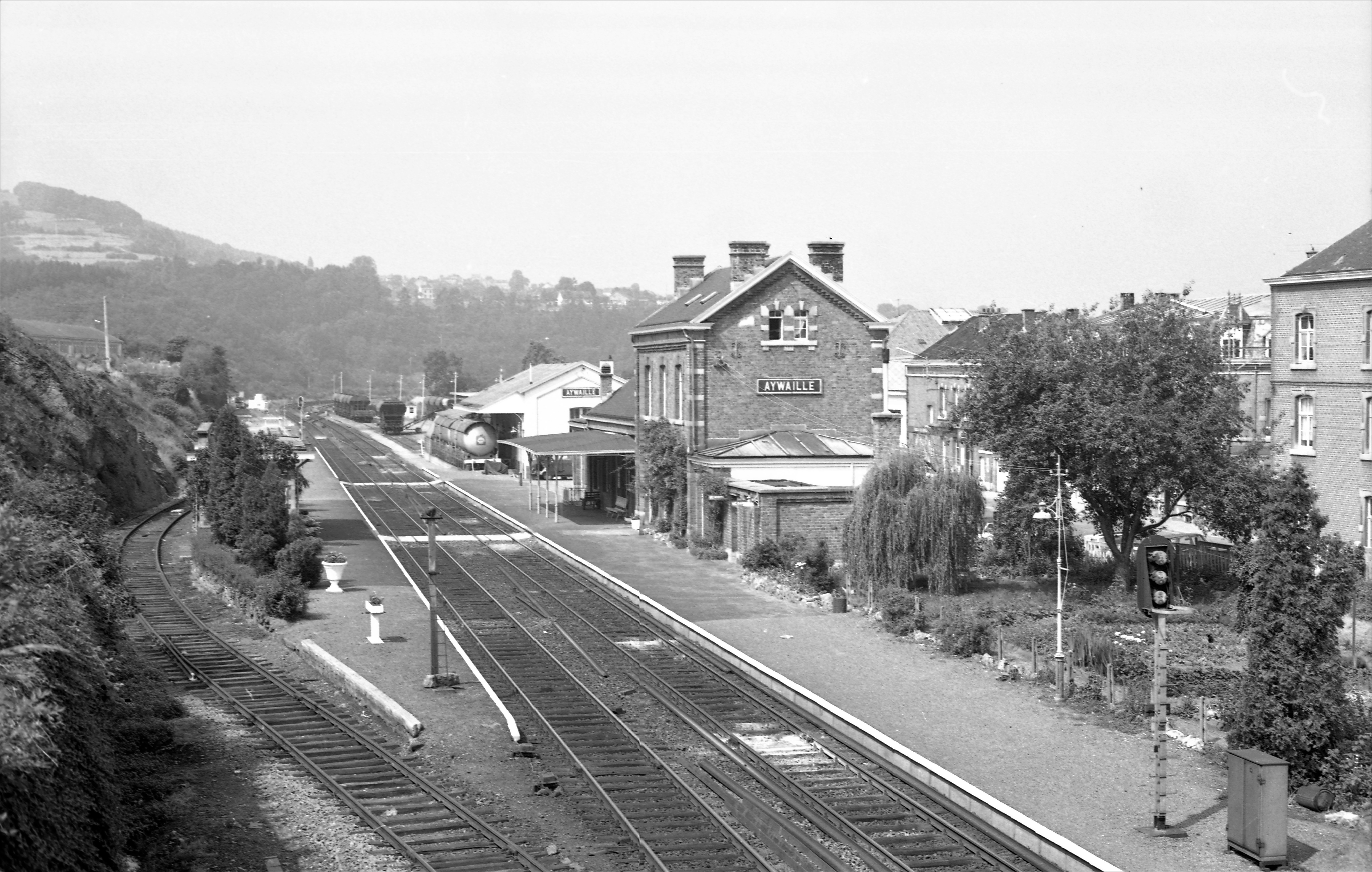
Vue de la gare d'Aywaille en direction de Liège le 03.08.1977.